# El Cubo de Don Sancho
El Cubo de Don Sancho är en ort i Spanien.   Den ligger i provinsen Provincia de Salamanca och regionen Kastilien och Leon, i den centrala delen av landet, 220 km väster om huvudstaden Madrid. El Cubo de Don Sancho ligger 742 meter över havet och antalet invånare är 529.
Terrängen runt El Cubo de Don Sancho är huvudsakligen platt. El Cubo de Don Sancho ligger nere i en dal. Runt El Cubo de Don Sancho är det mycket glesbefolkat, med 5 invånare per kvadratkilometer. Närmaste större samhälle är Vitigudino, 17,0 km nordväst om El Cubo de Don Sancho. Trakten runt El Cubo de Don Sancho består i huvudsak av gräsmarker.